# Брайтенванг
Брайтенванг (нім. Breitenwang) —  громада округу Ройтте у землі Тіроль, Австрія.
Брайтенванг лежить на висоті  850 м над рівнем моря і займає площу  18,9 км². Громада налічує 1532 мешканців. 
Густота населення 81/км².  
|                                      |
| Брайтенванг на мапі округу та землі. |

 Адреса управління громади: Max-Kerber-Platz 1, 6600 Breitenwang. 

## Відомі особи
- У Брайтенванзі помер, повертаючись з Італії, імператор Священної Римської імперії Лотар II.
- Зіґрід Вольф - австрійська гірськолижниця.

## Виноски
1. ↑  Dauersiedlungsraum der Gemeinden Politischen Bezirke und Bundesländer - Gebietsstand 1.1.2018 — Статистичне управління Австрії.
2. ↑  https://www.statistik.at/blickgem/blick1/g70805.pdf
3. ↑  www.breitenwang.tirol.gv.at. Архів оригіналу за 16 червня 2019. Процитовано 30 травня 2022.

| Австрія | Це незавершена стаття з географії Австрії. Ви можете допомогти проєкту, виправивши або дописавши її. |